# Joanna Oleksiuk
Joanna Oleksiuk z d. Hańtzschel (ur. 14 lipca 1992 r. w Gryfinie) – polska niepełnosprawna lekkoatletka specjalizująca się konkurencjach rzutowych, srebrna medalistka mistrzostw Europy. Występuje w klasyfikacji F33.

## Życiorys
Joanna urodziła się z czterokończynowym spastycznym porażeniem dziecięcym z niedowładem kończyn dolnych. Od początku swego życia uczęszczała na pływalnię jako formę rehabilitacji. W wieku 14-15 lat spróbowała swoich sił wioślarstwie. Z czasem jednak jej stan zdrowia się pogarszał, przez co, za namową Renaty Chilewskiej, postanowiła zacząć uprawiać lekkoatletykę.
W 2018 roku została wicemistrzynią Europy w pchnięciu kulą (F33) w Berlinie, przegrywając ze zwyciężczynią Lucyną Kornobys o 190 centymetrów.

## Wyniki
| Rok  | Zawody             | Miejscowość | Konkurencja          | Wynik | Pozycja    |
| ---- | ------------------ | ----------- | -------------------- | ----- | ---------- |
| 2018 | Mistrzostwa Europy | Berlin      | Pchnięcie kulą (F33) | 5,59  | 2. miejsce |
| 2018 | Mistrzostwa Europy | Berlin      | Rzut oszczepem (F34) | 11,52 | 6. miejsce |
| 2019 | Mistrzostwa świata | Dubaj       | Pchnięcie kulą (F33) | 6,40  | 4. miejsce |
| 2019 | Mistrzostwa świata | Dubaj       | Rzut oszczepem (F34) | 12,09 | 8. miejsce |